# مدت‌های طولانی
«مدت‌های طولانی» (انگلیسی: Long Long Time) ترانه‌ای است که توسط گری وایت نوشته شده و در سال ۱۹۷۰ به یک موفقیت بزرگ برای لیندا رانستد تبدیل شد. «مدت‌های طولانی» دربارهٔ یک عشق ماندگار به فردی است که هرگز به معشوق تبدیل نشده است.

## ورژن لیندا رانستد
در سال ۱۹۷۰، لیندا رانستد این ترانه را به عنوان تک‌آهنگ و در آلبوم Silk Purse منتشر کرد. این تک‌آهنگ ۱۲ هفته در جدول بیلبورد هات ۱۰۰ حضور داشت و در جایگاه شماره ۲۵ قرار گرفت. این ترانه همچنین به جایگاه شماره ۱۵ در جدول آرپی‌ام ۱۰۰ کانادا (اولین تک‌آهنگ او در آنجا)، شماره ۸ در جدول چوم ۳۰ کانادا و شماره ۲۰ در جدول ایزی لیسنینگ بیلبورد رسید. در سال ۱۹۷۱، رانستد برای اجرای ورژن خود از «مدت‌های طولانی» نامزد دریافت جایزه گرمی در بخش بهترین اجرای آواز زنانه معاصر شد.

### جدول‌های موسیقی
| جدول (۱۹۷۰)                           | بالاترین جایگاه |
| ------------------------------------- | --------------- |
| کانادا - آرپی‌ام ۱۰۰                   | ۱۵              |
| کانادا - چوم ۳۰                       | ۸               |
| بیلبورد هات ۱۰۰ ایالات متحده          | ۲۵              |
| بیلبورد ایزی لیسنینگ ایالات متحده     | ۲۰              |
| کش‌باکس تاپ ۱۰۰ ایالات متحده           | ۲۶              |
| ریکورد ورلد تاپ ۱۰۰ Pops ایالات متحده | ۲۱              |
| ریکورد ورلد تاپ Non-Rock ایالات متحده | ۱۲              |

## در فرهنگ عامه
این ترانه در قسمت سوم از فصل اول مجموعه تلویزیونی آخرین بازمانده از ما محصول سال ۲۰۲۳ پخش می‌شود؛ عنوان این قسمت با نام ترانه یکسان است، با این تفاوت که در عنوان قسمت، ویرگولی اضافه شده که در عنوان اصلی ترانه وجود ندارد. این ترانه به عنوان بن‌مایه‌ای برای رابطهٔ میان بیل و فرانک به‌کار می‌رود. پس از پخش این قسمت، اسپاتیفای اعلام کرد که میزان پخش ترانه نسبت به هفتهٔ پیش از آن، ۴۹۰۰ درصد افزایش یافته است؛ چندین رسانه این افزایش محبوبیت را با بازگشت دوبارهٔ ترانهٔ «بالا رفتن از آن تپه» اثر کیت بوش در سال ۲۰۲۲، پس از پخش آن در فصل چهارم مجموعه تلویزیونی چیزهای عجیب، مقایسه کردند. در بازهٔ زمانی پس از پخش قسمت، این ترانه پس از بیش از پنجاه سال از زمان انتشار اولیه، در سه جدول مختلف بیلبورد صدرنشین شد و در رتبهٔ نخست جدول فروش دیجیتال ترانه‌های راک در ۱۱ فوریه ۲۰۲۳ قرار گرفت.